# Millonarios FC
A Millonarios Fútbol Club kolumbiai labdarúgócsapat, melyet Bogotá városában alapítottak 1946-ban.

## Története
Az újonnan létrehozott professzionális bajnokság kötetlen anyagi lehetőségeit kihasználva, a kolumbiai csapatok, különösen a Millonarios mélyen a zsebükbe nyúltak. 1949-ben több világklasszis argentin játékost csábítottak az El Campínba, köztük a kor legjobb támadóját, Alfredo Di Stéfano-t. Az egyesület az (El Dorado) 5 éves időszaka alatt a világ legerősebb csapatának mondhatta magát, igaz a FIFA, CONMEBOL ezt nem ismerte el.

## Sikerlista

### Hazai
- 16-szeres kolumbiai bajnok: 1949, 1951, 1952, 1953, 1959, 1961, 1962, 1963, 1964, 1972, 1978, 1987, 1988, 2012 (Finalización), 2017 (Finalización), 2023 (Apertura)
- 4-szoros kupagyőztes:  1953, 1963, 2011, 2022

### Nemzetközi
- 1-szeres Pequeña Copa del Mundo de Clubes-győztes: 1953
- 1-szeres Merconorte-kupa győztes: 2001

## A klub híres játékosai
| - Alfredo Di Stéfano - Juan Gilberto Funes - Adolfo Pedernera - Néstor Rossi - Julio Cozzi - Anthony Baez - Hugo Reyes - Reinaldo Mourin - Sergio Goycochea - José Van Tuyne - Amadeo Carrizo - Willington Ortiz | - Arnoldo Iguarán - Daniel Onega - Fernando Areán - Carlos Ángel López - Alfredo Castillo - Pedro Camilo Franco - Delio "Maravilla" Gamboa - Miguel Angel Converti - Jaime Morón - Alejandro Brand | - Carlos Valderrama - René Higuita - Mario Vanemerak - John Mario Ramírez - Pedro Alberto Vivalda - Bobby Flavell - Billy Higgins - Ramón Alberto Villaverde |